# Francisco Gouveia
Francisco Samuel Gouveia, conhecido como Francisco Gouveia (Santo António da Serra, 1981) é um atleta madeirense. Em junho de 2022, Francisco Gouveia conseguiu sete medalhas no 6.º campeonato mundial para atletas com Síndrome de Down , de desporto adaptado, na República Checa.
Francisco Gouveia é natural de Santo António da Serra, sendo portador de Síndrome de Down - mosaicismo. Em fevereiro de 2022, Francisco Gouveia integrou os quadros do Governo Regional da Madeira, como funcionário da Secretaria Regional da Inclusão e Assuntos Sociais.

## Carreira desportiva
É atleta do Clube Desportivo "Os Especiais", onde é treinado por Rui Neves. Gouveia tem integrado, por diversas vezes, a Seleção Nacional de Atletismo para atletas com Síndrome de Down.
Em 2013, bateu em Roma, na Itália, o recorde europeu de 1500 metros de marcha, com 6'20''88.
Em maio de 2015, integrou as provas oficiais da Associação de Atletismo da Madeira, no Campeonato Regional de Juvenis, numa prova extra, na disciplina dos 1500 metros, escalão séniores masculinos, batendo o seu próprio recorde europeu, conquistado em 2013, com 6'37''88.
No mesmo ano, sagrou-se campeão mundial nos 1500m metros marcha, no Campeonato do Mundo realizado em Bloemfontein, na África do Sul.
Em julho de 2016, foi recebido por Rubina Leal,  no âmbito da participação nos campeonatos europeus para atletas com Síndrome de Down.
Em abril de 2017, nos campeonatos nacionais individuais de atletismo ANDDI - Portugal, realizados na vila do Luso, conquistou os títulos nacionais nas disciplinas de 800 e 1500 metros, e de 1500 metros marcha, batendo um novo recorde mundial nesta última modalidade, com a marca 9'24'07, que pertencia ao atleta sul-africano Charles Mailula.
Em maio de 2019, conquistou duas medalhas de ouro nos 2.ºs Jogos ANDDI - Viseu 2019, realizados no Complexo Desportivo do Fontelo, que incluíram os Campeonatos Nacionais Individuais de Atletismo para atletas com Síndrome de Down. Gouveia conseguiu o primeiro lugar nos 1500 metros de marcha, com a marca 10.39,71, e o primeiro lugar na disciplina dos 1500 metros, com a marca 6.65,13, conquistando ainda a medalha de prata nos 800 metros, com a marca 3.35.22.
Em 2022, Francisco Gouveia arrecadou sete medalhas no 6.º campeonato mundial para atletas com Síndrome de Down , que teve lugar em Nymburk, na República Checa, entre 24 e 27 de junho - duas de ouro, duas de prata e três de bronze. O ouro foi obtido nos 200, 400, 800 e 1500 metros de marcha, e salto em comprimento, a prata na prova de triatlo, composta por 100 metros, salto em comprimento e lançamento do peso, e o bronze no lançamento do peso, na categoria mosaico.

## Homenagens
Em 2 de dezembro de 2015, a presidência do Governo Regional da Madeira louvou Francisco Gouveia, pela conquista do título de campeão mundial nos 1500 metros marcha, no evento realizado na África do Sul.
A 10 de setembro de 2016, recebeu na Quinta Vigia um louvor do presidente do Governo Regional madeirense, Miguel Albuquerque.
Em julho de 2022, Francisco Gouveia foi homenageado pelo Governo Regional da Madeira "pelo excelente desempenho registado nos palcos internacionais do desporto adaptado". No mesmo sentido, o PSD-Madeira apresentou na Assembleia Legislativa da Madeira um voto de congratulação pelos títulos alcançados. A Câmara Municipal de Machico, concelho de onde o atleta é natural, congratulou Francisco Gouveia pelas vitórias obtidas na República Checa.